# 3D nyomtató
A 3D nyomtató digitális modellekből háromdimenziós tárgyak alkotására képes eszköz. Gyors prototípuskészítésre (rapid prototyping, RP), hobbi szintű használatra, ipari és orvosi alkalmazásra is alkalmas. A 3D nyomtató additív gyártási eljárás, vagyis anyag hozzáadásával, például vékony rétegek lerakásával készít tárgyakat, szemben a hagyományos megmunkálással, melynek során nagyobb nyers darabból választják le a felesleges anyagot, és a megmaradó rész lesz a kész termék. Amióta a 3D nyomtatás előtérbe került, az additív gyártás ellentéteként a hagyományos eljárást szubtraktív gyártásnak is szokták nevezni. A 3D nyomtatás egyike a 21. század forradalmian új technológiáinak, az utóbbi időben rohamosan növekszik az eladott nyomtatók száma, míg áruk meredeken csökken.
A hackerkultúrában a technológia rendkívül népszerű, ennek fejlődésétől várják a szabad szoftverek logikájának kiterjesztését a fizikai gyártási folyamatokra. Számos projekt igyekszik elérhető árú, általánosan használható, nyílt forráskódú és tervrajzú 3D nyomtatót előállítani, például a Fab@Home vagy a RepRap Project.

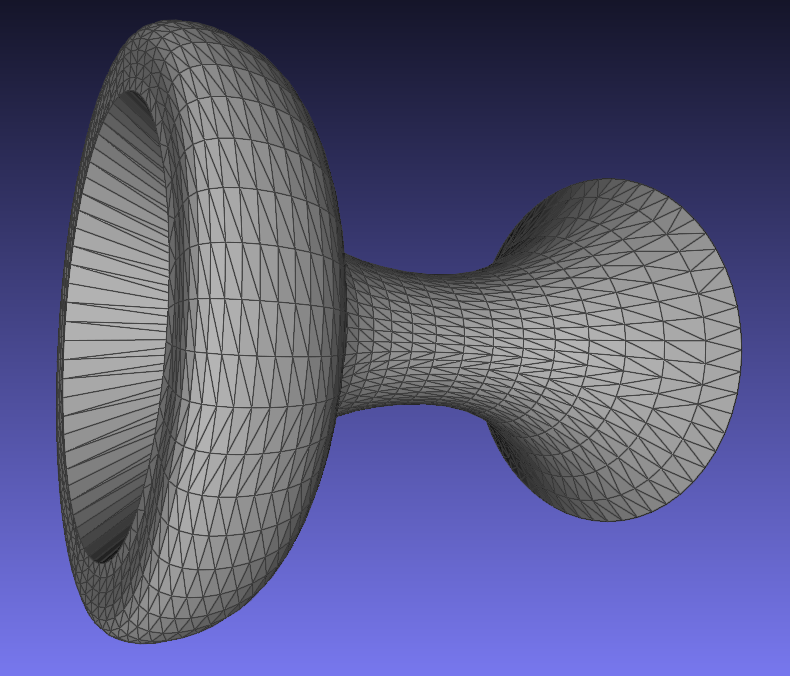
Háromszögekre bontott felület egy STL fájlban

## Története
A 3D nyomtatás első példái az 1980-as években bukkantak fel, ekkor nagy és drága gépek készültek, melyek felhasználási lehetőségei igen korlátozottak voltak.
Az SLA rendszert Dr. Carl Deckard fejlesztette és szabadalmaztatta a University of Texas Austinban az 1980-as évek közepén a DARPA támogatásával. R. F. Housholder már 1979-ben egy hasonló rendszert szabadalmaztatott, de ennek nem lett gyakorlati alkalmazása.
A "3D nyomtatás" fogalom az MIT-ből eredt 1995-ben, amikor két doktorandusz, Jim Bredt és Tim Anderson egy tintasugaras nyomtatót úgy alakított át, hogy ne tintát fecskendezzen papírra, hanem olvasszon egymásra rétegeket térbeli objektumok elérése céljából. A szabadalmazott eljárás vezetett a két feltaláló által alapított Z Corporation és az ExOne születéséhez.
Chuck Hull szabadalma 1987-ben kelt. A szálhúzáson alapuló (FDM, Fused deposition modeling) módszert az 1980-as évek végén fejlesztették ki és 1990-re készítettek ennek alapján piacképes gyártmányt. Új, speciális fejlesztési irányt képvisel az élő struktúrák 3D nyomtatása, amikor is élő sejteket tartalmazó "bio-tinta" segítségével, steril körülmények között nyomtatnak élő szövetet, mely laboratóriumban fenntartható, illetve a szervezetbe beültetve életfunkciókat mutat.
A 90-es évek eleje és a 2000-es évek között több technológiát találtak fel és újítottak fel. Ez magában foglalta a Solidscape gyantanyomtatását az elveszett viaszöntéshez, a Z-Corporation kötőanyag-sugárzó eljárását homokkőszerű alkatrészekhez, a Helisys papíralapú réteges tárgygyártást és az Arcam elektronsugaras olvasztási eljárását fémekhez. Ez idő alatt egy másik alapvető 3D-nyomtatási eljárást fejlesztettek ki: a szelektív lézerolvasztást (SLM). Az SLM egyet jelent a közvetlen fémlézeres szintereléssel (a DMLS-t a 3D Systems alkotta meg), a LaserCusing-gal (a Concept Laser kifejezéssel) és a közvetlen fémlézeres olvasztással (DMLM).

## Alapelvek

A 3D modell szeletelése

### 3D számítógépes modellek
Az additív gyártási eljárást megelőzi digitális modell készítése. Ezt egy számítógéppel segített tervező (CAD) vagy egy 3D modellező szoftver segítségével lehet felépíteni. Meglévő testről 3D szkenner segítségével is készíthető digitális modell.
A leggyakoribb adatformátum a CAD szoftver és a 3D printer között az STL (Standard Tessellation Language / STereoLithography) fájl, mely a térbeli test felületét apró közelítő háromszögekre bontva tárolja. Minél kisebbek a háromszögek, annál pontosabb a közelítés. Kevésbé általános a VRML formátumú fájlok használata, melynek előnye az volt, hogy ez a formátum nem csak a geometriai formát, hanem a színeket is tartalmaz. Olyan nyomtatók esetén, mely egyszerre több nyersanyaggal képes dolgozni, a színek alapján szétválasztható, hogy melyik szín, melyik nyersanyaggal legyen nyomtatva. A többféle nyersanyag használatának lényege, hogy a túllógó felületek alátámasztására nyomtatott elemek ezáltal feloldható anyagból is készülhetnek, mely megkönnyíti az utómunkálatokat. A másik alkalmazási lehetősége, az csak és kizárólag dekorációs célból valóban több színű modell nyomtatása. Azonban a 3D nyomtatást támogató szoftverek fejlődésével a VRML formátumú fájlok használata háttérbe szorult.
A 3D-s modellek létrehozására leggyakrabban használt szoftverek:
- FreeCAD
- OpenSCAD
- TinkerCAD
- DesignSpark
- Fusion 360
- SketchUp

### Szeletelő program

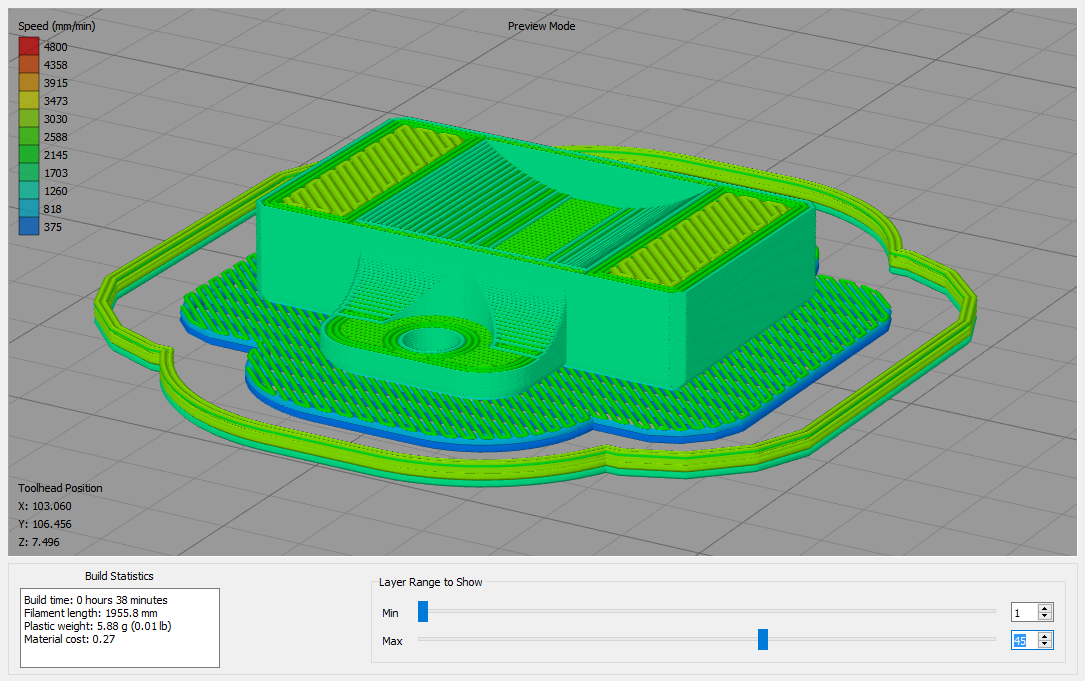
A 3D-s modell előnézeti képe a szeletelő programban a nyomtatáshoz való előkészítés során

A szeletelő program állítja elő a nyomtatási fájlt. A beolvasott 3D-s modellt rétegekre szeleteli, és legenerálja a hozzájuk tartozó szerszámpályát. A kimenete általában a CNC gépeknél bevált G-Code. Néhány nyomtató gyártó saját formátumot használ, ezek egyedi szeletelő programot mellékelnek a nyomtató mellé. A szabad szoftver, szabad hardver alapú nyomtatók kompatibilisek a legtöbb szeletelő programmal, mint például a Slic3r és a Repetier.
A szeletelő programban történnek a technológiai és nyomtatási beállítások. Itt lehet kiválasztani, hogy milyen technológiát használva akarjuk kinyomtatni a modellt. Akarunk-e alapot, illetve alátámasztásokat adni a modellhez. Akarjuk-e menet közben tisztítani a nyomtatófejet. A nyomtatási alap hőmérséklete, a nyomtatás hőmérséklete és sebessége. A modell hűtése, várakozási idő két réteg nyomtatása között… és még sok paraméter lehet beállítani.

### Nyomtatás
Nyomtatáskor a gép beolvassa a modell adatait és sorban egymásra illeszkedő rétegeket képez folyadékból, porból vagy sík lemezekből, ilyenformán fokozatosan felépíti a modellt a metszetekből. Ezeket a rétegeket, melyek alakra és vastagságra megegyeznek a virtuális modell metszeteivel, egymáshoz köti vagy automatikusan egymáshoz tapadnak. Ennek a módszernek legnagyobb előnye, hogy majdnem minden formát vagy geometriai testet elő tud állítani.
A nyomtató felbontását a rétegek vastagsága és a réteg síkjában a szokásos dpi-ben vagy mikrométerben (μm) adják meg. A szokásos rétegvastagság körülbelül 100 μm (0,1 mm), de vannak olyan nyomtatók, melyek 16 μm vastag rétegeket képeznek. A réteg síkjában a felbontás a lézernyomtatókéhoz hasonló. A részecskék (3D "pontok") átmérője mintegy 50-100 μm (0,05-0,1 mm)
A mai technológiákkal egy modell kinyomtatása néhány perctől néhány óráig tart az alkalmazott módszer, valamint a test méretétől és bonyolultságától függően. A hagyományos gyártási eljárások (például a fröccsöntés) polimer alkatrészek tömeggyártása esetén általában olcsóbbak, de kis darabszám esetén az additív gyártás a gyorsabb, a rugalmasabb és az olcsóbb. A 3D nyomtatók lehetővé teszik termékfejlesztő csoportok számára, hogy asztali méretű nyomtatókkal tudjanak alkatrészeket és koncepcionális modelleket készíteni.

### Készremunkálás
A nyomtató felbontása több alkalmazás esetén elegendő pontosságú felületet hozhat létre, ha azonban ennél pontosabb alakra van szükség, a modellt a felbontásnak megfelelő ráhagyással kell kinyomtatni, majd a felesleges anyagot hagyományos szubtraktív technológiával kell eltávolítani.
Néhány additív gyártási technológia kétféle anyagot használ fel az alkatrészek előállításához. Az első anyag képezi majd az alkatrészt, a másik a nyomtatás alatt egyes részek alátámasztására szolgál csupán. A támasztó anyagot az eljárás befejezése után leolvaszthatják vagy leoldhatják oldószerrel vagy vízzel.   